# レイ、グッドマン&ブラウン
レイ、グッドマン&ブラウン（Ray, Goodman & Brown）は、アメリカのリズム・アンド・ブルース男性ボーカルグループ。1979年にザ・モーメンツ（The Moments）から改名した。デルフォニックスらと同様にスウィート・ソウルを代表するグループの一つで、ファルセットのヴォーカルに特徴がある。

## キャリア
1960年代にワシントンD.C.で活動を開始、1969年には３人が脱退してアル・グッドマン（Al Goodman、1947年3月31日生まれ、ミシシッピ州ジャクソン出身）とウィリアム“ビリー”ブラウン（William "Billy" Brown、1946年6月30日生まれ、ニュージャージー州パースアンボイ出身）が加入した。1970年春に「Love On A Two-Way Street」が大ヒットしたが、これはオリジナルメンバーが録音していたものである
。その後、唯一残っていたオリジナルメンバーのジョン・モーガンが脱退してハリー・レイ（Harry Ray、1946年12月15日 - 1992年10月1日、ニュージャージー州ロングブランチ出身）が加わり「Sexy Mama」（1973年）、「Look At Me (I'm In Love)」（1975年）などのヒット曲を出した。
1979年, ポリドール・レコードに移籍したが、ザ・モーメンツという名称を使用できなかったため、レイ、グッドマン&ブラウンと改名した。1980年には「スペシャル・レディー」（Special Lady）がソウル・チャートだけでなく、ポップでもヒットとなった。その後1982年にレイが脱退したため、ケヴィン・オーエンスが加入した。1987年、EMI と契約するとともにレイが復帰、同年「テイク・イット・トゥ・ザ・リミット」（Take It To the Limit） がソウル・チャートでヒットした。1992年、 初来日コンサートを行った。同年10月、 レイが急死したため、ケヴィン・オーエンスが再びメンバーとなった。2002年再来日コンサート（ケヴィン・オーエンスの代わりにラリー・ウィンフリーが参加）。2003年、15年ぶりにアルバム「Intimate Moments」及び「A Moment With Friends」を発表している。同年、アリシア・キーズに求められ彼女のアルバム「ダイアリー・オブ・アリシア・キーズ」（Diary of Alicia Keys）に参加した。
なお、オリジナルメンバーのマーク・グリーンは、「The Moments featuring Mark Greene」 を結成し活動した。

## ディスコグラフィ

### シングル
- 1970: Love On A Two-Way Street
- 1974: Sexy Mama
- 1975: Dolly My Love
- 1975: Look At Me
- 1977: Jack In The Box

### モーメンツ&ホワットノウツ
- 1975: Girls

### アルバム

#### ベスト盤
- The Best Of The Moments: Love On A Two-Way Street（1996年7月、B0000033S1）

1. Not on the Outside
2. Sunday
3. I Do
4. Lovely Way She Loves
5. Love on a Two-Way Street
6. If I Didn't Care
7. All I Have
8. Just Because He Wants to Make Love (Doesn't Mean He Loves You)
9. My Thing
10. Gotta Find a Way
11. Sexy Mama [Album Version]
12. What's Your Name?
13. Look at Me (I'm in Love)
14. Come Away with Me
15. With You
16. I Don't Wanna Go
17. I Could Have Loved You
18. I'm Willing

### シングル
- 1980: Special Lady

### アルバム
- 1980: Special Lady

#### ベスト盤
- ベスト・オブ・レイ、グッドマン&ブラウン - The Best of Ray, Goodman & Brown（1996年2月、B000001EIS、POCP-9531）

1. スペシャル・レディー - Special Lady
2. インサイド・オブ・ユー - Inside of You
3. スリップト・アウェイ - Slipped Away
4. 二人のさだめ - Way It Should Be
5. アナザー・デイ - Another Day
6. ハッピー・アニバーサリー - Happy Anniversary
7. イーチ・タイム・イズ・ライク・ザ・ファースト・タイム - Each Time Is Like the First Time
8. マイ・プレイヤー - My Prayer
9. パート・オブ・ユー - Part of You
10. 夜明けまで愛して - Stay
11. プール・オブ・ラブ - Pool of Love
12. 愛は気まぐれ - How Can Love So Right (Be So Wrong)
13. 雨の中のドライブ - Heaven in the Rain
14. ミッドナイト・レディー - Midnight Lady
15. テイキング・チャンセス - Taking Chances
16. アフター・オール - After All
17. テイク・イット・トゥ・ザ・リミット - Take It to the Limit
18. ネクスト・タイム・アイル・ノウ - Next Time I'll Know

※1-16はポリドール時代、17と18はEMI時代